# St. Lambertus (Merzen)

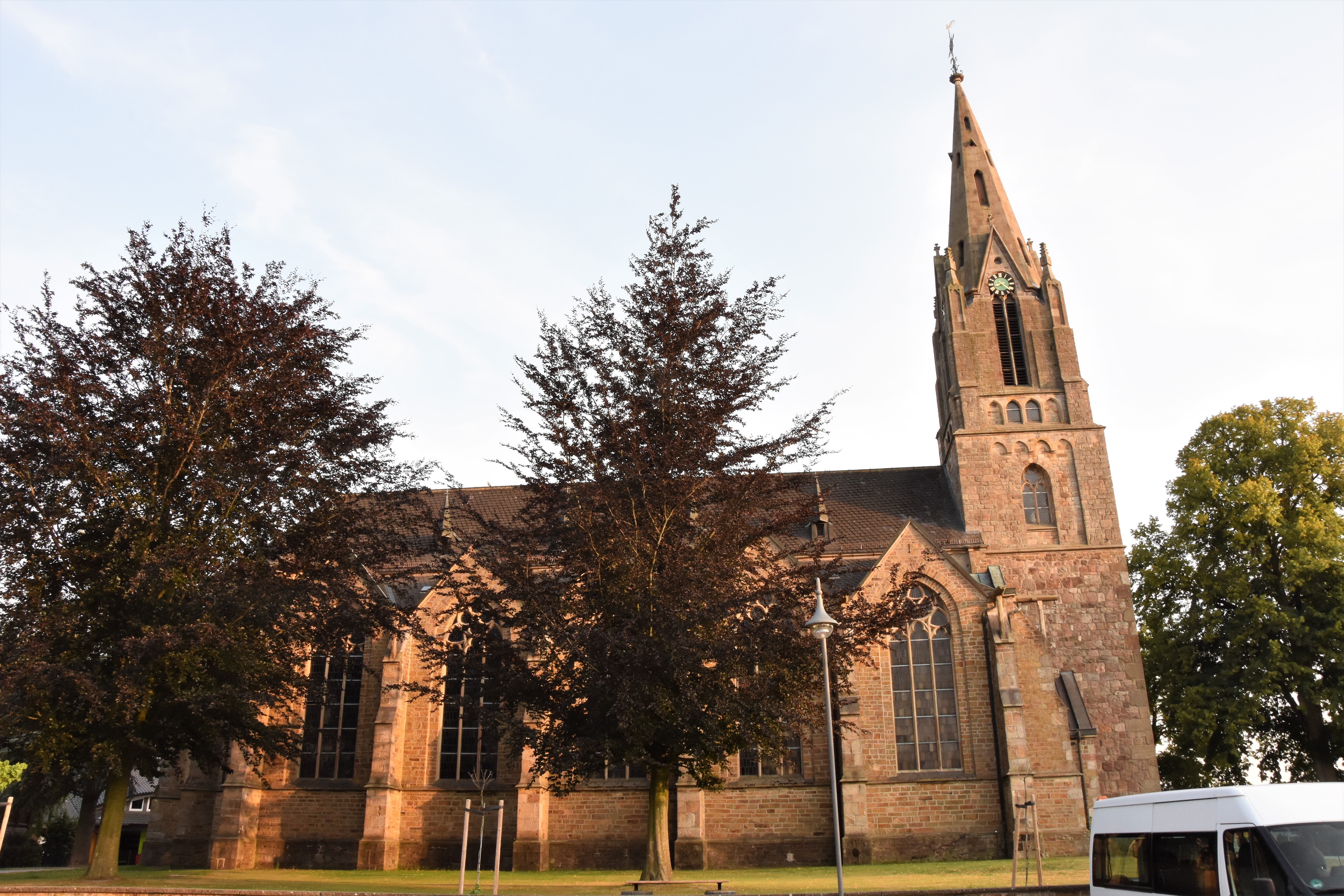
Die Kirche St. Lambertus in Merzen

St. Lambertus in Merzen ist die Pfarrkirche der Katholischen Kirchengemeinde St. Lambertus, die dem Dekanat Osnabrück-Nord des Bistums Osnabrück angehört.

## Baugeschichte und Beschreibung
Merzen gilt als Urpfarrei des Varngaus. Bis ins 19. Jahrhundert existierte eine romanische Saalkirche mit zwei Langhausjochen, leicht eingezogenem, rechteckigem Chor. Diese Kirche wurde 1874 abgerissen, der romanische Westturm blieb zunächst erhalten.
Von 1874 bis 1876 wurde an selber Stelle ein größerer Kirchenneubau nach Plänen des Architekten Franz Xaver Lütz errichtet, eine dreischiffige Hallenkirche im neugotischen Stil. Der Turm wurde 1894 erhöht und 2008 saniert.

## Ausstattung
Ältestes Stück in der Kirche ist der spätromanische Taufstein aus Bentheimer Sandstein (Bentheimer Typ) aus dem 13. Jahrhundert. Eine barocke Strahlenmonstranz mit einer Darstellung des heiligen Lambertus stammt aus dem 18. Jahrhundert und soll nach der Säkularisation 1803 vom Kloster Iburg erworben worden sein. Die Kirche hat 500 Sitzplätze.

## Glocken
Im Turm von St. Lambertus hängen drei Bronzeglocken. Sie haben folgende Schlagtonreihe: es′ – ges′ – as′. Die große es′-Glocke hat Johann Frese im Jahr 1495 gegossen. Die beiden kleineren Glocken goss die Glockengießerei Otto aus Bremen-Hemelingen im Jahr 1948. Ihre Durchmesser sind 1082 mm und 964 mm.